# Parachariesthes marshalli
Parachariesthes marshalli – gatunek chrząszcza z rodziny kózkowatych i podrodziny zgrzypikowych. Jedyny przedstawiciel rodzaju Parachariesthes.

## Zasięg występowania
Afryka Wschodnia, występuje w Kenii i Tanzanii.